# Caloptilia porphyracma
Caloptilia porphyracma là một loài bướm đêm thuộc họ Gracillariidae. Nó được tìm thấy ở Ấn Độ (Punjab).